# Gregor Erhart

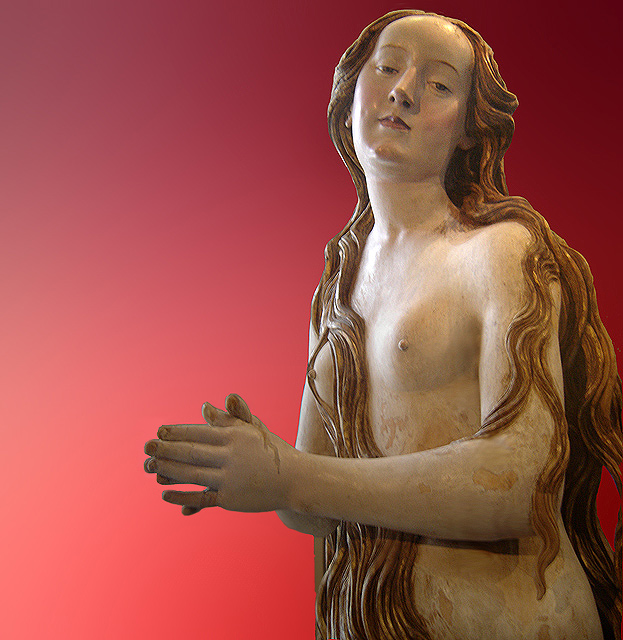
La Belle Allemande ou sainte Marie-Madeleine, musée du Louvre

Gregor Erhart est un sculpteur né à Ulm, et dont on trouve la trace dans les archives de la ville entre 1470 et 1522, et mort à Augsbourg en 1540 ou 1541. 

## Biographie
Il fait son apprentissage dans l'atelier de son père le sculpteur Michel Erhart. Il commence son activité artistique vers 1485 (la Vierge accompagnée des saints Benno et Korbinian de München-Thalkirchen). Il s'installe à Augsbourg en 1494.  Il participe à l'élaboration du retable de l'abbaye bénédictine de Blaubeuren en Souabe. On lui doit dans ce cadre une Vierge à l'Enfant qui révèle sa maitrise et son talent. Le visage ovale allongé de la Vierge possède des traits d'une grande élégance. Son expression est songeuse, méditative. À l'inverse, l'Enfant paraît enjoué, animé de cette vie qui a fait la réputation des sculpteurs germaniques.
Il convient de citer aussi la Vierge à l'Enfant de Saint-Ulrich d'Augsbourg conservée au musée de la Ville, celle des Bénédictins de Zwiefalten, aujourd'hui visible au musée de Détroit, la Vierge protectrice du  retable du maître-autel de l'église cistercienne de Kaisheim am Donauwörth exécutée avec la collaboration de Hans Holbein l'Ancien et d'Adolphe Daucher (Deutschesmuseum de Berlin).
La Belle Allemande ou sainte Marie-Madeleine, une singulière figure nue qu'on peut admirer au musée du Louvre lui est attribuée. Selon la légende, l'ancienne pécheresse  vivait retirée dans la grotte de la Sainte-Baume, vêtue de ses seuls cheveux. Elle était chaque jour enlevée au ciel par des anges pour entendre les chœurs célestes.
Gregor Erhart exécute aussi des tombes : la dalle funéraire de l'abbé Mörlen qu'on peut voir au musée d'Augsbourg, les épitaphes, ainsi que le tombeau de Diepold von Stein à Jettingen, réalisé vers 1503.